# Roundhay Garden Scene
Roundhay Garden Scene är den äldsta kända film som skapats. Idag finns bara delar av filmen kvar som filmades av Louis Aimé Augustin Le Prince i oktober 1888. Det som säkerställer dateringen av filmen är att Le Prince svärmor, som medverkar i filmen, avled samma månad.
Filmen är filmad på 2 1/8 tums film med 10-12 bilder per sekund.